# Ciliofaurea
Ciliofaureidae
Famille
Genre
Synonymes
- Faurea Dragesco, 1954

Ciliofaurea, unique représentant de la famille des Ciliofaureidae, est un genre de Ciliés de la classe des Karyorelictea et de l’ordre des Karyorelictida.

## Étymologie
Le nom Ciliofaurea est composé du préfixe cilio, en référence à l'embranchement des Ciliophora, et du suffixe -faurea, par allusion au genre Faurea, nom proposé originellement pour ce cilié par Dragesco en 1954, lequel a ensuite été préfixé cilio pour supprimer la confusion avec les genres :
- Faurea W.H. Harvey, 1847, une plante Proteacé,
- Faurea Labbe, 1927, un crustacé Cyclopidé.

## Liste des espèces
Selon GBIF (24 octobre 2023) :
- Ciliofaurea arenicola (Dragesco, 1954) Dragesco, 1960
- Ciliofaurea brunnea Dragesco, 1965
- Ciliofaurea longissima Dragesco, 1960
- Ciliofaurea mirabilis (Dragesco, 1954) Dragesco, 1960
- Ciliofaurea ornata (Dragesco, 1954) Dragesco, 1960

## Publication originale
- J. Dragesco, « Ciliés mésoposammiques littoraux. Systématique, morphologie, écologie », Trav. Stn biol. Roscoff (N. S.), vol. 122,‎ 1960, p. 1-356 (lire en ligne  [PDF]) (Version publiée de la thèse de l'auteur de 1958)
- J. Dragesco, Les ciliés mésoposammiques littoraux. Systématique, morphologie, écologie, 1958, 1-300 p.. Voir Dragesco (1960) pour la version publiée.